# Hans Florine
Hans Florine (Moraga, 18 de junio de 1964) es un deportista estadounidense que compitió en escalada. Ganó una medalla de oro en el Campeonato Mundial de Escalada de 1991, en la prueba de velocidad.

## Palmarés internacional
| Campeonato Mundial | Campeonato Mundial   | Campeonato Mundial | Campeonato Mundial |
| Año                | Lugar                | Medalla            | Prueba             |
| ------------------ | -------------------- | ------------------ | ------------------ |
| 1991               | Fráncfort (Alemania) | Medalla de oro     | Velocidad          |